# Liwā' al Jīzah
Liwā' al Jīzah (arabiska: لواء الجيزة) är ett departement i Jordanien.   Det ligger i guvernementet Amman, i den centrala delen av landet, 60 km sydost om huvudstaden Amman.